# Povijest Samoe
Nezavisna Država Samoa, poznata kao i Samoa, je zemlja koja obuhvaća zapadni dio Samoanski otoka na jugu Tihog oceana. Ona je postala nezavisna od Novog Zelanda 1962. godine.

## Povijest
Prvi poznati stanovnici otočjaSamoe došli su otprilike 1000 pr. Kr. godine pr. Kr. iz područja Tonge i bili su pripadnici lapitske kulture. U razdoblju od od 950. – 1250. Samoa je bila pod vlašću kraljeva Tonge. Europski pomorci otkrili su Samou  početkom 18. st. kada je ovdje pristao Nizozemski moreplovac Jacob Roggeveen (1722.) Tek 40 godina nakon, 1768., na otočje je stigao i francuski pomorac Louis Antoine de Bougainville. Od početka 19. stoljeća na otok pristižu europski misionari s ciljem širenja kršćanske vjere na tom području. Prvi među njima bili su protestantski misionari koji započinju svoju djelatnost pokrštavanja između 1830-ih i 1840-ih. Posebice se isticao John Williams koji je došao na Samou 1830. Pojedine velike svjetske sile, prije svega Njemačka, Velika Britanija i SAD, započele su vojno i političko upletanje među sukobe samoanskih naroda grupiranih u plemenske zajednice. Tako je Američka Samoa već od 1872. bila kolonizirana od strane SAD-a nakon što je američka flota iste godine u zaljevu Pago Pago osnovala postaju za opskrbljivanje svojih brodova. To je rezultiralo podjelom Samoe na Berlinskom kongresu 1878. godine, kada je Njemačka dobila područje današnje Samoe, SAD područje poslije nazvano Američka Samoa, dok je Velika Britanija od Njemačke dobila otok Santa Isabel u Solomonskom otočju. Berlinskim sporazumom (7. studenog 1889.) Njemačka i SAD podijelili su samoanske otoke po 171. meridijanu. Početkom 20. st. SAD je započeo daljnje učvršćenje vlasti u Američkoj Samoi aneksijom Tutuila (1900.), otočke skupine Manu’a (1904.) i atola Swains (1925.) Na samom početku 1. svjetskoga rata (30. kolovoza 1914.) novozelandske su postrojbe zauzele Njemačku Samou. Nakon rata njemački je dio Samoe predan pod mandatnu upravu Društva naroda, a zapravo pod upravu Novoga Zelanda. Poslije 2. svjetskoga rata isto je područje došlo pod upravu UN-a. Godine 1957. u Samoi je izabran prvi sastav parlamenta, a 1959. osnovana je prva vlada sa širokom unutarnjom autonomijom. Poslije prihvaćanja novog ustava i ukidanja protektorata UN-a, 1. siječnja 1962. proglašena je nezavisna država Zapadna Samoa kao prva u cijeloj Polineziji. Zemljom su tada vladala dva vladara podrijetlom iz starih dinastičkih obitelji (prvi je kralj bio Tupua Tamasese Mea’ole, a istodobno s njim vladao je i kralj Malietoa Tanumafili II.). Smrću Tupua 5. svibnja 1964. vlast je u potpunosti preuzeo Malietoa do svoje smrti 2007. Samoa je tada prestala biti kraljevina i proglašena je republikom na čelu s predsjednikom Tufugom Elijem, Mea’oleinim sinom. Promjenom Ustava parlament je 3. srpnja 1997. donio odluku o izbacivanju riječi Zapadna iz službenoga naziva države te se ona od 4. srpnja 1997., unatoč protivljenju Američke Samoe, službeno naziva Samoa. Američka Samoa bila je od 1900. do 1951. područje pod izravnom upravom mornarice SAD-a, a potom je bila u nadležnosti američkoga Ministarstva unutarnjih poslova. Ustavom od 27. travnja 1960. Američka Samoa dobila je određeni stupanj unutarnje autonomije koji je i danas na snazi.